# Корсунь (Брестская область)
Ко́рсунь (бел. Корсунь) — деревня Дрогичинском районе Брестской области Белоруссии. Входит в состав Закозельского сельсовета.
Площадь 1,1км²

## История
По данным за 1905 год деревня Корсунь относилась к Воловельской воолсти Кобринского уезда и в ней насчитывалось 403 жителя.
В 1920 году Кобринский уезд был занят Польскими войсками и отошёл к Польше.
Со 2 ноября 1939 года до начала Великой Отечественной войны Корсунь была в составе Белорусской ССР. С 1941 года деревня находилась под немецкой оккупацией. В 1944 году при освобождении Белоруссии — вновь в составе Белорусской ССР.
До 21 июля 1980 года деревня входила в состав Антопольского сельсовета, а с 1980 года до 17 сентября 2013 года — в состав Головчицкого сельсовета.

## Население
| 2010 | 2017 | 2021 |
| ---- | ---- | ---- |
| 264  | ➘223 | ➘126 |

## Историко-культурное наследие

### Государственный список историко-культурных ценностей
- братская могила красноармейцев и партизан, погибших в годы Великой Отечественной войны (на деревенском кладбище).[6][5]

### Объекты местного значения
- братская могила времен Первой мировой войны[5][6]
- Памятник землякам, погибшим во время Великой Отечественной войны.[6]

## Инфраструктура
Действует магазин, Дом Культуры.